# Lycoperdon subumbrinum
Lycoperdon subumbrinum är en svampart som tillhör divisionen basidiesvampar, och som beskrevs av Jeppson och Ellen Larsson. Lycoperdon subumbrinum ingår i släktet Lycoperdon, och familjen röksvampar. Arten är reproducerande i Sverige.